# Космос-2415
Космос-2415 је један од преко 2400 совјетских вјештачких сателита лансираних у оквиру програма Космос.
Космос-2415 је лансиран са космодрома Тјуратам, Бајконур, Казахстан, 2. септембра 2005. Ракета-носач Сојуз је поставила сателит у орбиту око планете Земље. 